# Accidente del Canadair CL-44 de Flying Tiger Line de 1966
El 24 de diciembre de 1966, un avión Canadair CL-44 de carga de la compañía Flying Tiger Line alquilado a Seaboard World Airlines se estrelló contra la aldea de Binh Thai Vietnam (entonces Vietnam del Sur) mientras intentaba aterrizar en medio de una densa niebla en el aeropuerto Internacional de Da Nang, matando a los cuatro tripulantes a bordo y a 107 personas en tierra.

## Avion

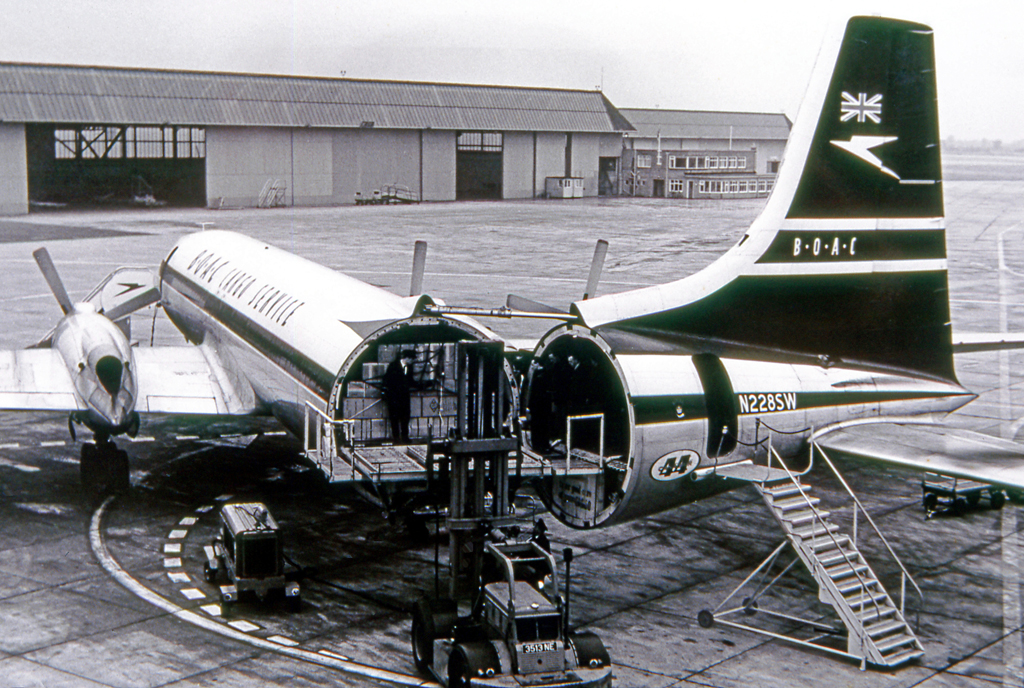
El avión involucrado en el accidente fotografiado en septiembre de 1963

La aeronave era un Canadair CL-44D4-1 de 4 años y 8 meses con el número de serie 31. La aeronave tuvo su primer vuelo el 16 de abril de 1962 bajo el registro de CF-OFH-X. Fue entregado a Seaboard World Airlines con el registro N228SW. Fue arrendado a BOAC desde el 30 de septiembre de 1963 hasta el 31 de octubre de 1965, cuando fue devuelto a Seaboard World Airlines. A partir del 3 de noviembre de 1965 fue alquilado a Flying Tiger Line. El avión tenía una configuración de cola oscilante con cuatro motores turbohélice Rolls-Royce Tyne 515. Una tripulación de cuatro estaba a bordo del avión.

## Accidente
El avión se acercó al aeropuerto de Da Nang en condiciones de lluvia y niebla y con tanques de combustible bajos. El avión estaba en un vuelo que transportaba municiones y carga para la Fuerza Aérea de los Estados Unidos. Como los tanques de combustible estaban casi vacíos, se hizo imposible abortar el aterrizaje. A las 19:15 hora local, un kilómetro al sur de la pista, el avión cortó árboles y se estrelló contra el pueblo de Binh Thai, atravesando 55 chozas con techo de paja en una distancia de 275 metros. Los cuatro miembros de la tripulación murieron y 107 personas murieron en tierra. 50 personas en tierra resultaron heridas, 19 de ellas de gravedad.

## Causa
La causa del accidente fue un vuelo controlado contra el terreno. Se pensó que la tripulación continuaba la aproximación por debajo de la senda de planeo , probablemente debido a las malas condiciones meteorológicas durante el vuelo. Esto resultó en el accidente.